# Hanno Goffin (Ingenieur)
Hanno Goffin (* 1926 in Stettin; † 21. August 2011) war ein deutscher Bauingenieur.
Goffin studierte Bauingenieurwesen an der TH Braunschweig mit dem Diplom 1954, war bis 1956 in der Bauindustrie und von 1956 bis 1961 am Landesprüfamt für Baustatik in Düsseldorf. Goffin leitete die Gruppe Bautechnik im Ministerium für Landes- und Stadtentwicklung Nordrhein-Westfalens. Er war leitender Ministerialrat.
Goffin war seit 1970 stellvertretender und seit 1973 (als Nachfolger von Bernhard Wedler) Vorsitzender des Deutschen Ausschusses für Stahlbeton (DAfStb). Unter seinem Vorsitz wurden 1974 Forschungskolloquien des Ausschusses ins Leben gerufen und in seiner Amtszeit fiel auch die Vorbereitung für den Eurocode 2. Als er 1991 in den Ruhestand ging, gab er auch den Vorsitz an Eilhard Wölfel ab.
1985 erhielt er die Emil-Mörsch-Denkmünze.
Er war Ehrendoktor der Ruhr-Universität Bochum. 1999 wurde er Ehrenmitglied des DAfStb.